# Dukt (województwo mazowieckie)
Dukt – wieś w Polsce, położona w województwie mazowieckim, w powiecie ciechanowskim, w gminie Glinojeck.
| SIMC    | Nazwa    | Rodzaj     |
| ------- | -------- | ---------- |
| 0114577 | Huta     | przysiółek |
| 0114583 | Kamionka | osada      |

Wierni Kościoła rzymskokatolickiego należą do parafii św. Stanisława Biskupa Męczennika w Glinojecku.
W latach 1975–1998 miejscowość administracyjnie należała do województwa ciechanowskiego.